# 童瑞
童瑞（1455年—1528年），字世奇，四川嘉定州犍為縣人，軍籍，明朝政治人物，弘治庚戌進士，授給事中。嘉靖間累官至工部尚書。

## 生平
弘治二年（1489年）己酉科四川鄉試第六十二名舉人，弘治三年（1490年）登庚戌科進士。四年十二月授工科给事中，十年十一月升工科右，十一年十月升工科左，十三年九月升户科都。十六年九月升浙江左参政，改陝西左参政，正德四年（1509年）閏九月为陕西巡按御史弹劾，調簡，十二月降调長蘆鹽運使，五年十一月升广西右参政，丁憂，十年二月升湖广右布政使，十二月升河南左布政使，正德十三年（1518年）十一月升任順天府尹。
世宗即位，十六年七月升任工部右侍郎，督造康陵。嘉靖元年（1522年）十二月转左侍郎，督修京通二仓。嘉靖六年四月晉工部尚書，督造仁寿宫、显陵。嘉靖六年（1527年）冬病發，世宗遣中官就问。次年六月卒于京邸。年七十四。

## 家族
曾祖童志高；祖父童昱；父童永福，母易氏。